# Гельсінкі (аеропорт)
Гельсінкі-Вантаа (фін. Helsinki-Vantaan lentoasema, швед. Helsingfors-Vanda flygplats) (IATA: HEL, ICAO: EFHK)) — головний міжнародний аеропорт Фінляндії. Розташований у міста Вантаа, приблизно за 5 кілометрів від району Тіккуріла, центру Вантаа та за 17 кілометрів від центру Гельсінкі. Аеропорт був побудований для обслуговування Літніх олімпійських ігор 1952 року. 2011 року аеропортом скористались 14 865 871 пасажирів і за цим показником віз посів 4-те місце серед всіх аеропортів Скандинавських країн. Через аеропорт Гельсінкі-Вантаа проходить понад 90 % міжнародних рейсів Фінляндії. Аеропорт приймає літаки понад 30 авіакомпаній. Загальна кількість персоналу Гельсінкі-Вантаа становить 20 000 чоловік, і в ньому працюють 1 500 компаній.
Аеропорт першого класу, має три ЗПС і може приймати більшість сучасних типів повітряних суден (у тому числі і такі літаки, як Airbus A340 і Airbus A350).
Управлінням аеропорту займається державна компанія Finavia. 1999 року згідно з опитуванням Міжнародної асоціації повітряного транспорту Гельсінкі-Вантаа був визнаний найкращим аеропортом у світі. 2006 року відповідно до опитування пасажирів аеропорт також був визнаний одним з найкращих у світі. Також, згідно з даними Європейської асоціації авіаперевізників, у 2005 Гельсінкі-Вантаа визнаний найпунктуальнішим аеропортом у Європі.
Бізнес-парк Aviapolis розташований біля аеропорту. Також, поряд з аеропортом розташовано декілька готелів. 2009 року було розпочато будівництво залізничної лінія Kehärata, яка повинна поєднати аеропорт з центром Гельсінкі у 2014 році. Біля Гельсінкі-Вантаа розташований Музей авіації Фінляндії.
25 листопада 2008 році Finavia ввела в експлуатаціє безкоштовну Wi-Fi мережу по всій площі аеропорту.
Аеропорт є хабом для:
- Finnair
- Norra

## Історія

### 1950-1960-і роки

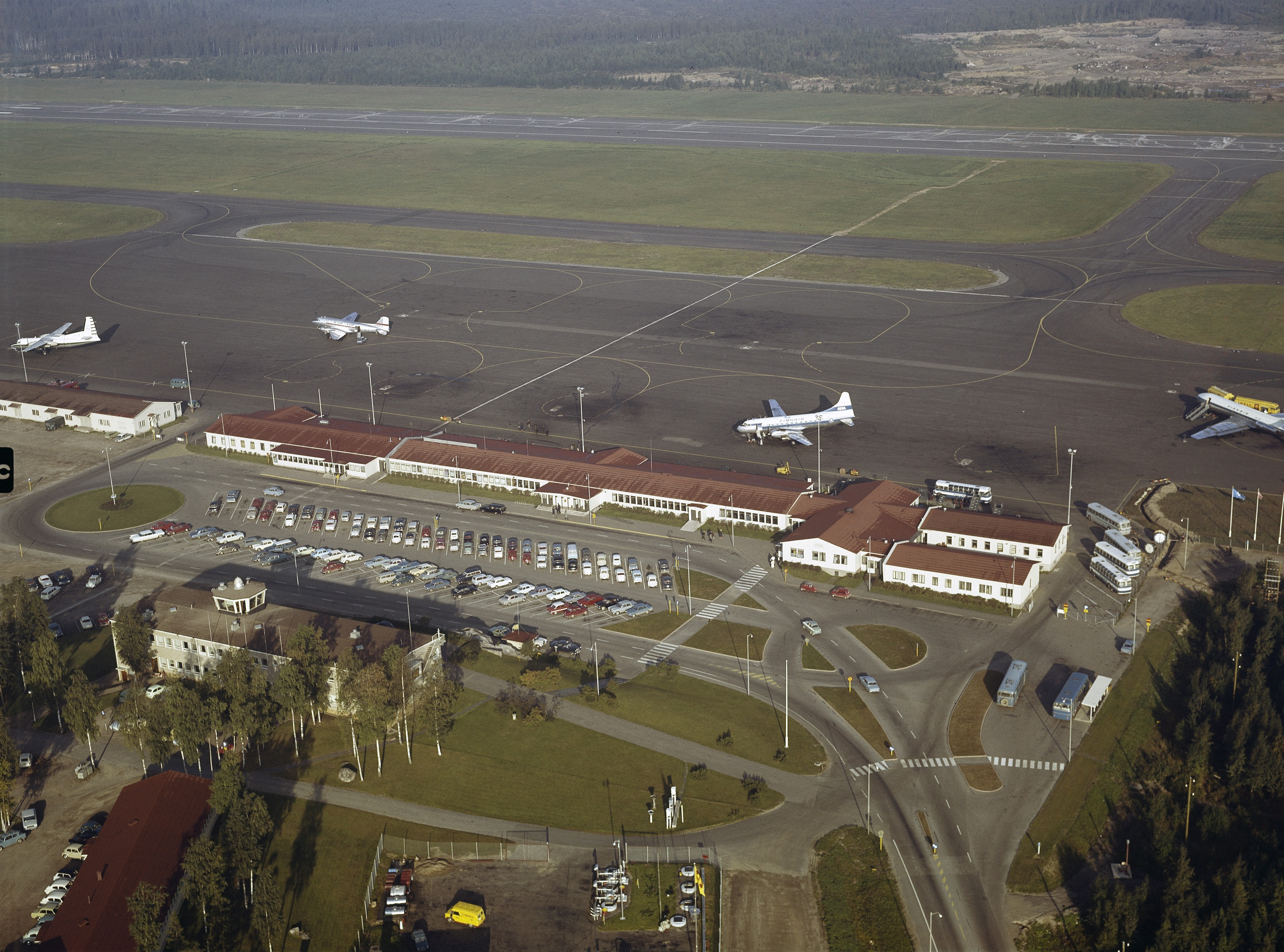
Аеропорт Гельсінкі-Вантаа в 1960-х роках

Планування нового аеропорту для міста Гельсінкі розпочалося в 1940-х роках, коли стало очевидно, що старий аеропорт Гельсінкі-Малмі не може впоратися зі збільшенням пасажиропотоку і приймати нові, важчі літаки. Нова ділянка була знайдена приблизно за 20 км від центру Гельсінкі, в місті-супутнику Вантаа. Аеропорт було відкрито в липні 1952 роки перед відкриттям літніх Олімпійських ігор в Гельсінкі.
Перші два літаки DC-3 (бортові номери OH-LCC та OH-LCD) авіакомпанії Aero Oy (нині Finnair) приземлилися в Вантаа 26 червня 1952 року. Авіакомпанія використовувала аеропорт Гельсінкі-Малмі, а чартерні рейси були направлені у Вантаа 26 жовтня 1952 року. Аеропорт спочатку мав одну злітно-посадкову смугу, друга була побудована чотири роки по тому в 1956 році. Регулярні польоти розпочалися в 1959 році.
Новий пасажирський термінал було відкрито в 1969 році, а перші трансатлантичні рейси в Нью-Йорк розпочалися 15 травня 1969 року.

### 1970-1990-і роки
В 1973 році були введені перші перевірки безпеки для міжнародних рейсів. Назва Гельсінкі-Вантаа аеропорт отримав в 1977 році.
В 1983 році авіакомпанія Finnair почала виконувати перший безпосадочний рейс з Західної Європи в Японію на літаку McDonnell Douglas DC-10 -30ER. В 1970-х роках Pan Am виконували рейси з Гельсінкі в США. Розміри пасажирського терміналу були збільшені в 1983 році. П'ять років по тому, в 1988 році, аеропорт щорічно обслуговував вже понад шести мільйонів пасажирів.
В 1991 році Delta Air Lines розпочала свою діяльність в аеропорту. 1993 року був побудований новий термінал для внутрішніх рейсів. 1996 року, міжнародний термінал був розширений і об'єднаний з внутрішнім терміналом. В цей же час була добудована нова диспетчерська вишка. У листопаді 1999 року площа міжнародного терміналу була ще збільшена, побудовані зали для прибуття та відправлення пасажирів.

### 2000-2009-і роки
В 2000 році аеропорт вперше в своїй історії обслужив понад 10 мільйонів пасажирів за рік. 28 листопада 2002 була відкрита третя злітно-посадкова смуга, першим літаком, що виконав зліт з неї, був McDonnell Douglas MD-11 авіакомпанії Finnair, що прямував до Нью-Йорку. 2004 року міжнародний термінал був знову розширено, були відкриті нові торгові площі. 2009 року було завершено останнє збільшення терміналу 2. Загальна площа терміналу — 43,908 м². У тому ж році відбулося відкриття нової торгової зони і спа-салону для пасажирів далекомагістральних рейсів, скасування термінального поділу між внутрішніми і міжнародними рейсами і реконструкція терміналу 1 для міжнародних рейсів. У тому ж році авіакомпанія TAP Portugal розпочала виконання рейсів між Гельсінкі і Лісабоном.

### 2010-і роки
Протягом 2010-х років відбулося різке збільшення пасажиропотоку. 2010 року аеропорт обслужив 12.883.399 пасажирів, на 2 відсотки більше, ніж в 2009. Вантажні авіаперевезення збільшилися на 29,4 відсотки.
У квітні 2010 року Norwegian Air Shuttle відкрила свої перші маршрути до Осло-Гардермуен іта Стокгольм-Арланда на літаках Boeing 737. Зараз авіакомпанія є одним з найбільших операторів аеропорту і виконує рейси майже за 40 напрямками в Європу, Азію і Африку.
В 2011 році в аеропорту Гельсінкі спостерігався найбільший за рік зростання пасажирообігу. Кількість пасажирів на рік збільшилося на 2 мільйони, до в 14 мільйонів пасажирів на рік. У тому ж році, easyJet скасувала три маршрути: з Гельсінкі в Манчестер, Лондон-Гатвік і Париж-Шарль-де-Голль посилаючись на слабкий попит, Austrian Airlines і Czech Airlines припинили свої рейси в Гельсінкі з цієї ж причини. 2012 року LOT Polish Airlines скасували свої рейси в Гельсінкі. 2014 року авіакомпанії Aer Lingus, Germanwings, S7 Airlines і Wizz Air, скасували рейси в Гельсінкі.
В 2010-х роках в аеропорту спостерігався величезний ріст кількості далекомагістральних рейсів.
В 2015 році було відремонтовано зал видачі багажу 2B і зал прибуття 2A, а у липні 2015 року було відкрито залізничну лінію Кільцеву залізницю зі сполученням до центрального залізничного вокзалу Гельсінкі. У березні 2015 року Swiss International Air Lines почала виконувати рейси в Гельсінкі, але за рік вони були скасовані. У наприкінці 2015 року авіакомпанія Blue1 закрила свій хаб в Гельсінкі, який був єдиним у авіакомпанії. Авіакомпанія виконувала рейси з 28 європейських напрямків. Scandinavian Airlines продала Blue1 авіакомпанії CityJet. В 2015 році аеропорт вперше обслужив 16 мільйонів пасажирів на рік.
У березні 2016 року Czech Airlines відновила польоти з Праги в Гельсінкі на літаках Airbus A319. 10 жовтня 2016 року в аеропорту розпочала свою роботу авіакомпанія Qatar Airways, яка виконує рейси в Доху на Boeing 787 Dreamliner.
За прогнозами Finavia, кількість пасажирів аеропорту в 2018 році складе понад 20 мільйонів. Авіакомпанія Norwegian Air Shuttle оголосила про подвоєння своїх рейсів з Гельсінкі протягом наступних п'яти років, в тому числі і за рахунок далекомагістральних рейсів.

## Інфраструктура

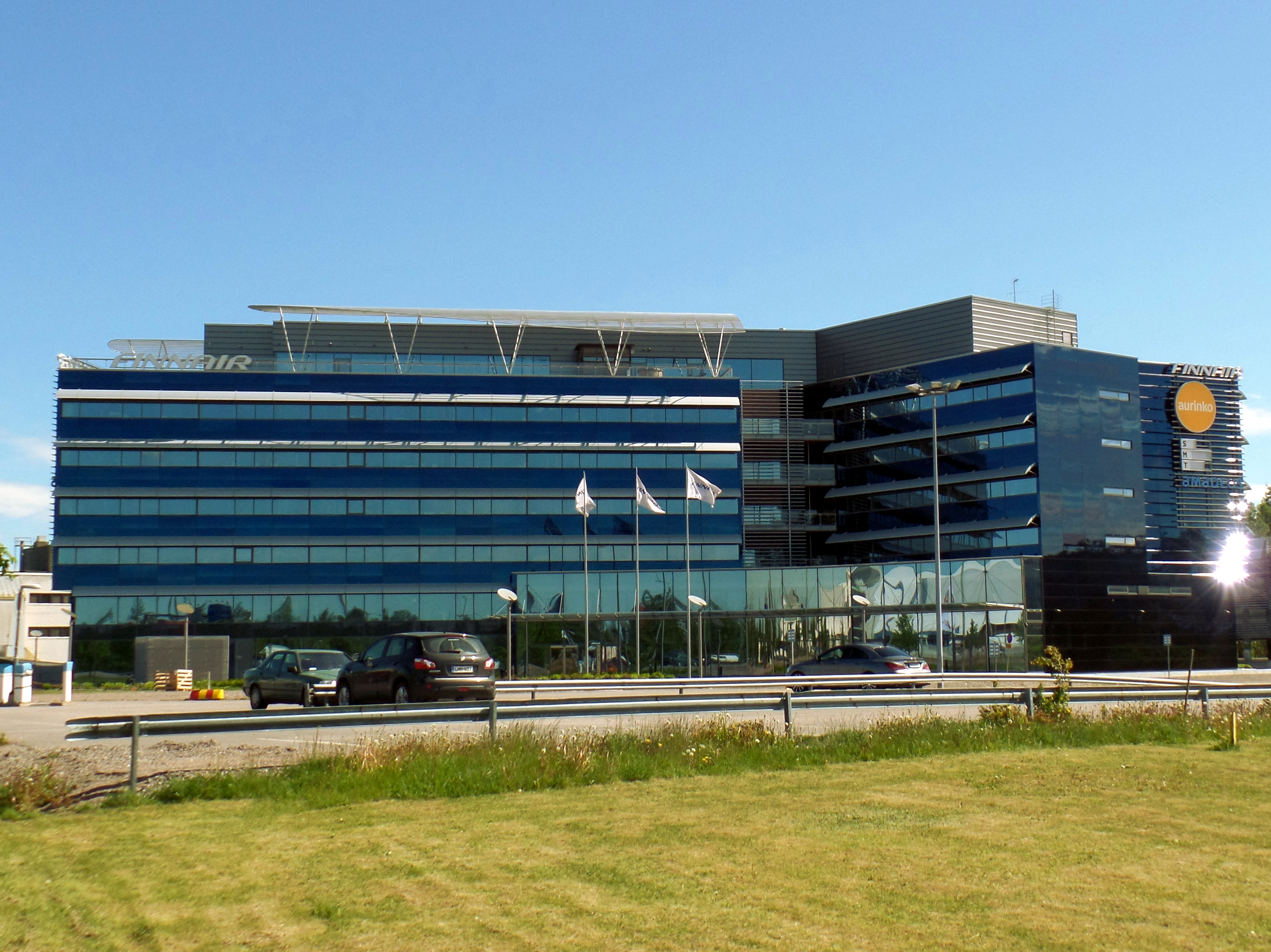
Головний офіс Finnair в аеропорту Гельсінкі-Вантаа

Будівля аеропорту розділена на два термінали, розташованих на відстані 250 метрів один від одного і з'єднаних один з одним. Це поділ досить умовний, частини аеровокзальний будівель розділені на термінал 1 (колишній внутрішній термінал) і термінал 2 (колишній міжнародний термінал), а на Шенгенську і не Шенгенську зони. Пропускна спроможність терміналу аеропорту складає близько 16-17 мільйонів пасажирів на рік.
Внутрішні рейси, а також рейси в європейські країни Шенгенської угоди виконуються з гейтів 11-31. Для далекомагістральних і європейських нешенгенської рейсів використовуються гейти 31-38. По завершенню розширення терміналу, аеропорт матиме в цілому 60 гейтів, 19 у терміналі 1 і 41 у терміналі 2.
В 2014 році в аеропорту була впроваджена перша в світі система відстеження пасажирів, яка автоматично відстежує скупчення людей і запобігає появі «вузьких місць» у двох терміналах аеропорту.
Вивіски в аеропорту виконані англійською, фінською, шведською, корейською, китайською, японською та російською мовами.
На території аеропорту розташовано кілька готелів і офісних будівель. 2013 року Finnair відкрила свій новий головний офіс.
Airpro, Aviator і Swissport надають послуги наземного обслуговування для авіакомпаній.

### Термінал 1

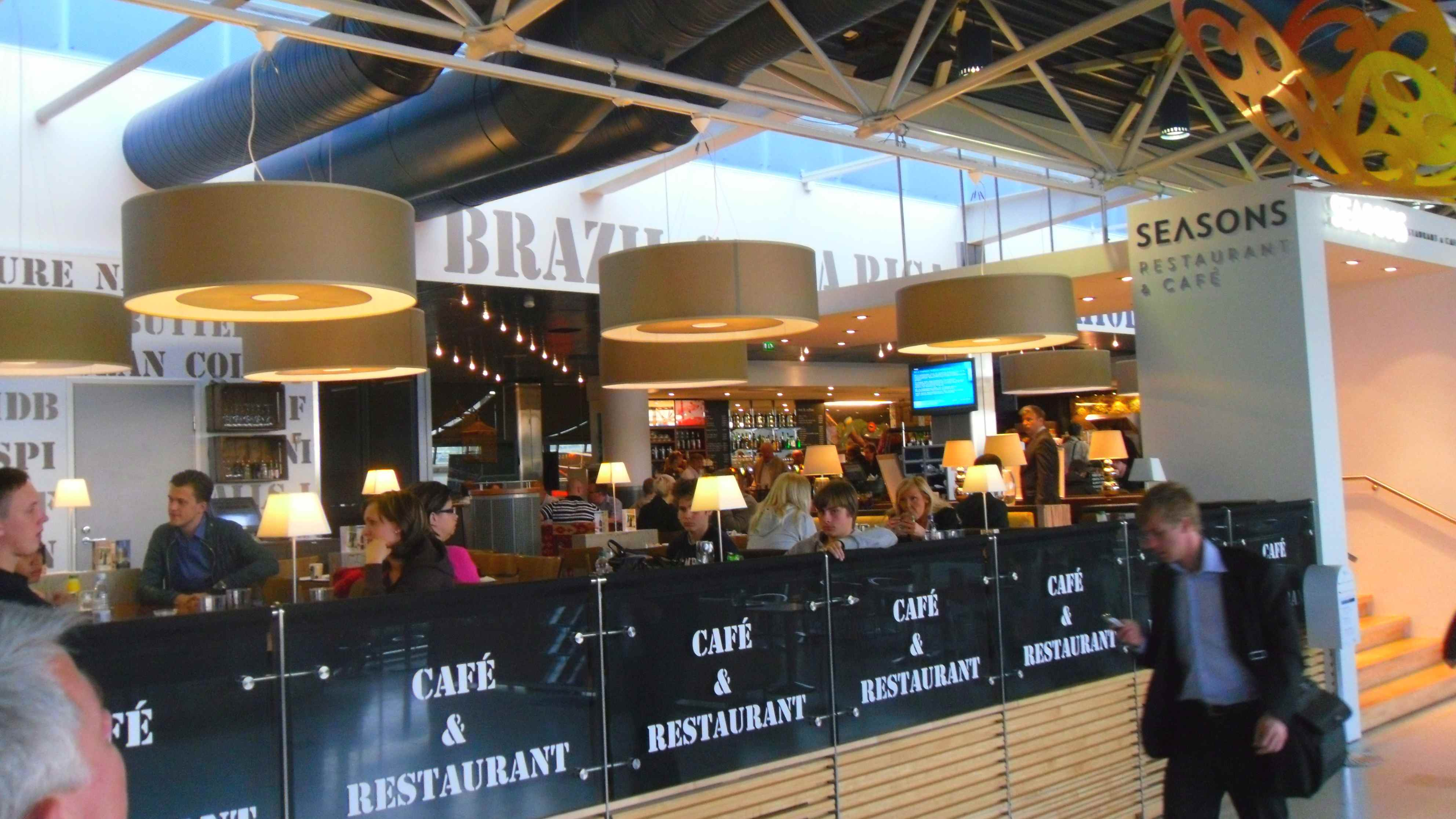
Кав'ярня у терміналі 1 Гельсінкі-Вантаа

У терміналі 11 виходів на посадку (5-15), чотири з яких обладнані телетрапами. Термінал був відкритий в 1952 році і є першим терміналом в аеропорту. Стара будівля була знесена і на його місці побудований сучасний термінал. Він використовувався для внутрішніх рейсів, але з 2009 року використовується, також, для міжнародних рейсів. Термінал 1 використовується перевізниками Star Alliance: авіакомпаніями Aegean Airlines, Croatia Airlines, Lufthansa, Scandinavian Airlines і TAP Portugal. Крім членів Star Alliance, звідси також виконують рейси airBaltic і Vueling. На 2018 рік жоден перевізник не виконує далекомагістральних рейсів з терміналу 1.
Термінал сполучений залізницею з центральним залізничним вокзалом Гельсінкі.
У числі зручностей для пасажирів терміналу 1 магазини безмитної торгівлі, безкоштовний Wi-Fi, розетки, закриваються шафки, кілька ресторанів і кафе. Тут розташований бізнес-лаундж авіакомпанії SAS.

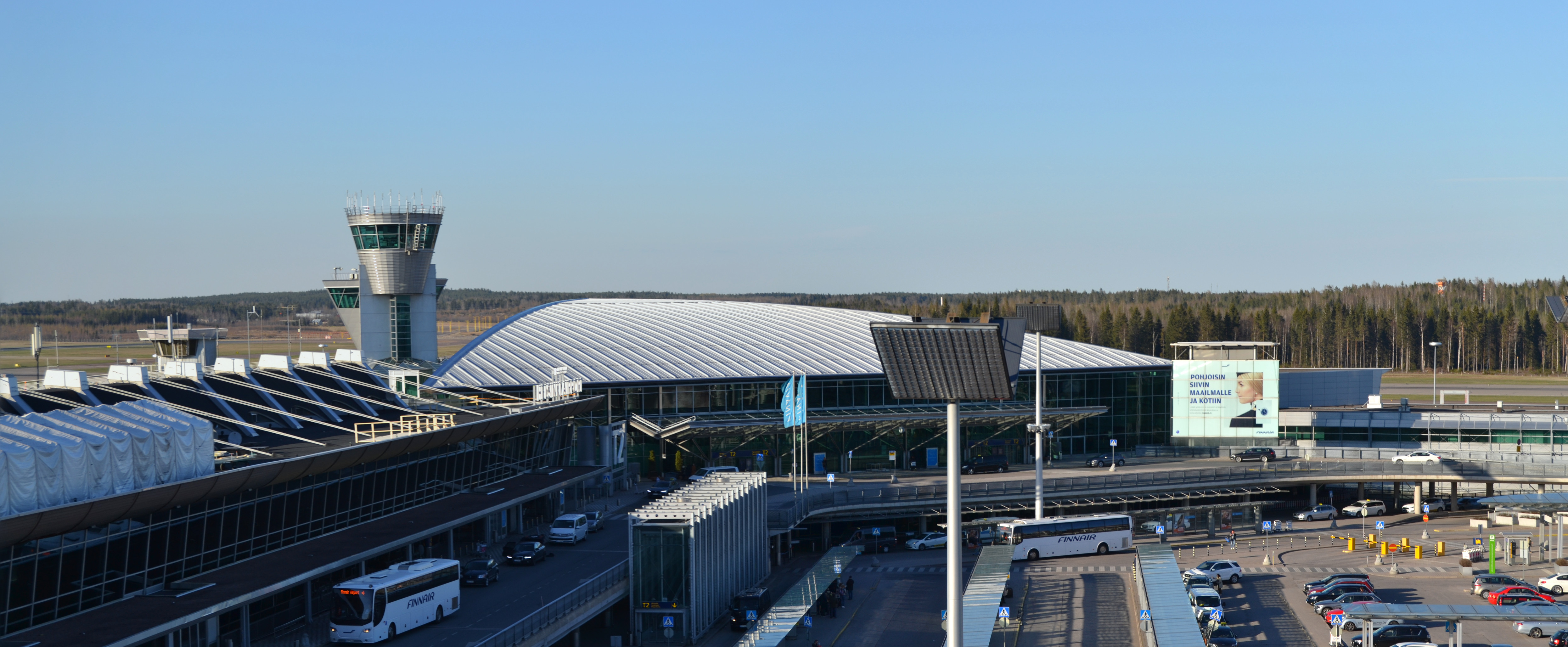
Термінал 2 Гельсінкі-Вантаа, вид з оглядового майданчика

### Термінал 2

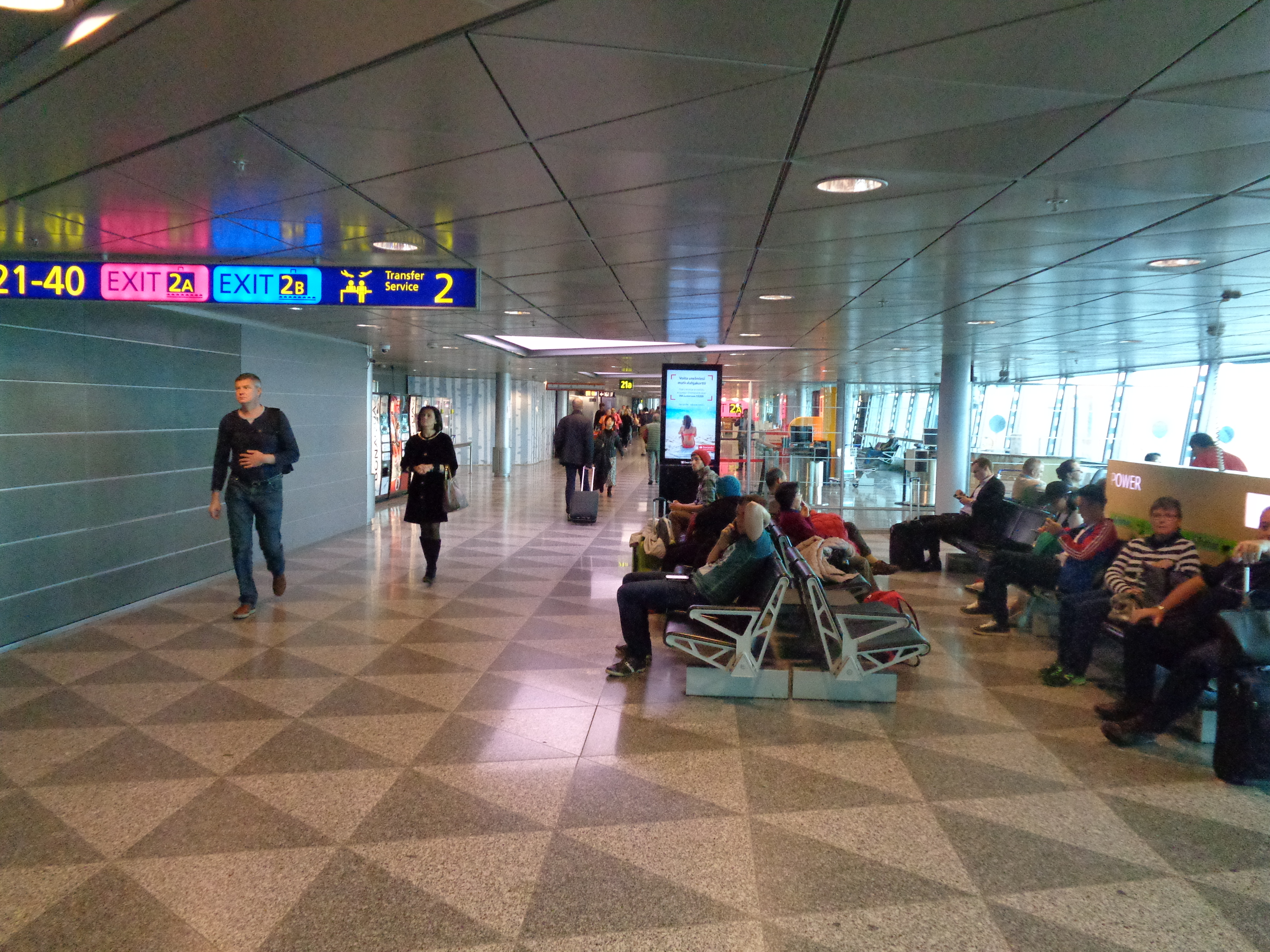
Гельсінкі-Вантаа Термінал 2

Термінал 2 (виходи на посадку 16-55) був відкритий в 1969 році для міжнародних рейсів, наприкінці 2010-х також обслуговує і внутрішні. Це найбільший з двох пасажирських терміналів в аеропорту. Все міжконтинентальні рейси виконуються звідси. Не шенгенська зона терміналу 2 була розширена в 2009 році, що дозволило аеропорту одночасно розміщувати вісім широкофюзеляжних літаків у гейтів, була відкрита нова торгова зона і СПА для пасажирів далеких рейсів. У терміналі 2 працює безліч ресторанів, барів і торгових точок. Термінал обладнаний 26 гейт. Є залізничне сполучення з центральним залізничним вокзалом Гельсінкі.
Послуги для пасажирів терміналу 2: численні магазини безмитної торгівлі, прокат автомобілів компаній Avis, Europcar і Hertz, безкоштовний Wi-Fi , розетки, шафки що закриваються, спальні місця, стійки трансферу, пункт обміну валюти, банкомати, туристична інформація, продуктовий магазин, аптека, численні ресторани і кафе. Для дітей є кілька ігрових кімнат. У терміналі також розташовані два зали очікування Finnair: Finnair Lounge в Шенгенській зоні і Finnair Premium Lounge у нешенгенській зоні.
Термінал 2 використовується авіакомпаніями-членами альянсів Oneworld і SkyTeam, а також іншими авіакомпаніями. Turkish Airlines, єдиний член Star Alliance, який використовує термінал 2. Майже всі чартерні рейси виконуються з цього терміналу. Авіакомпанії, що використовують термінал 2: Aeroflot, Air Europa, Airest, Arkia, Belavia, Blue Air, British Airways, Budapest Aircraft Service, Corendon Airlines, Czech Airlines, Finnair, Nordic Regional Airlines, Freebird Airlines, Iberia, Iberia Express, Jet Time, Icelandair, Japan Airlines, KLM, Nextjet, Norwegian Air Shuttle, Nouvelair, Onur Air, Primera Air Scandinavia, Qatar Airways, Royal Jordanian, Sun Express, Thomas Cook Airlines Scandinavia, TUI fly Deutschland, TUI fly Nordic, Thomson Airways, Transavia, Turkish Airlines, Ukraine International Airlines та Wamos Air.

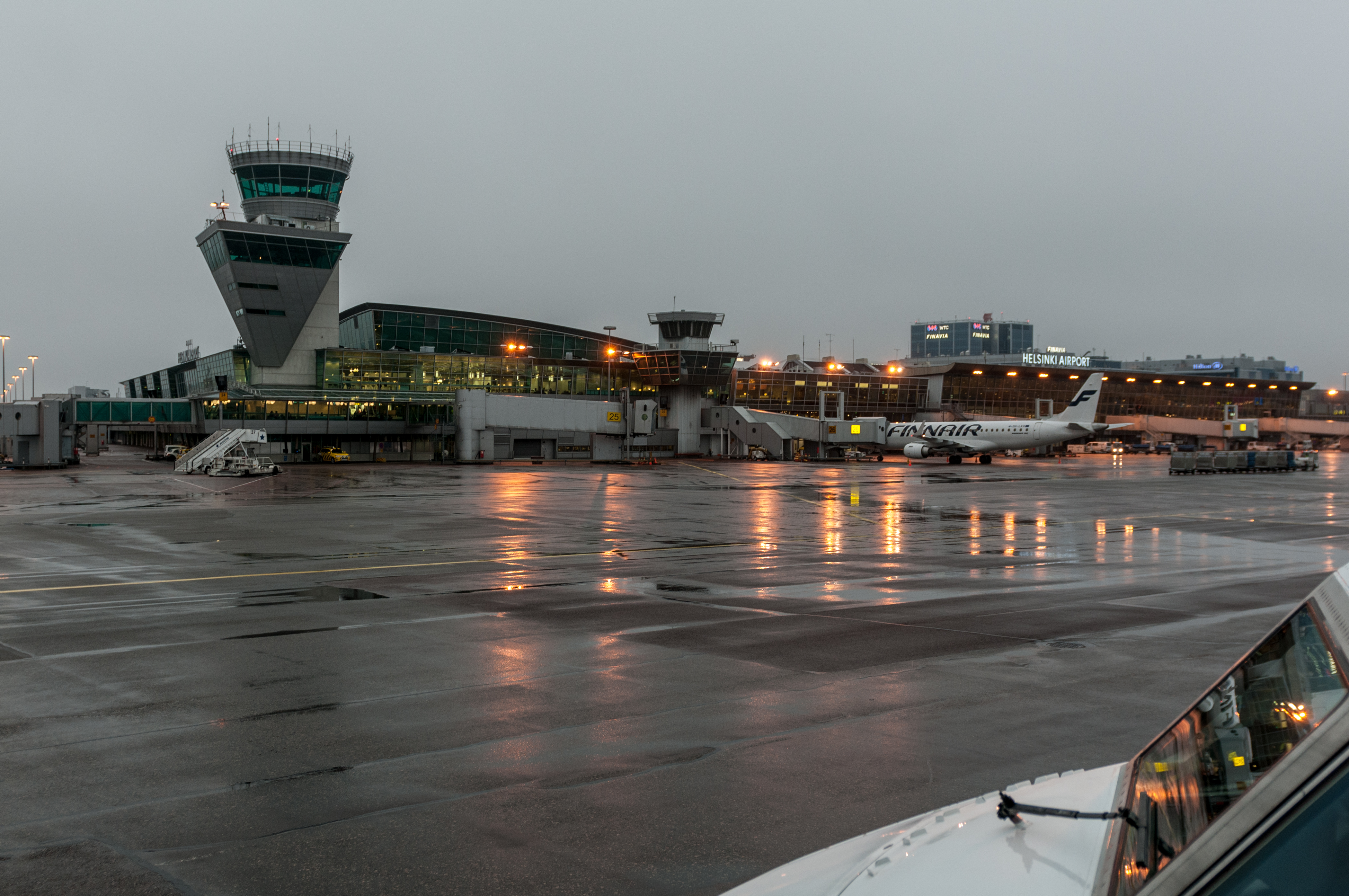
Аеропорт Гельсінкі-Вантаа

### Злітно-посадкові смуги

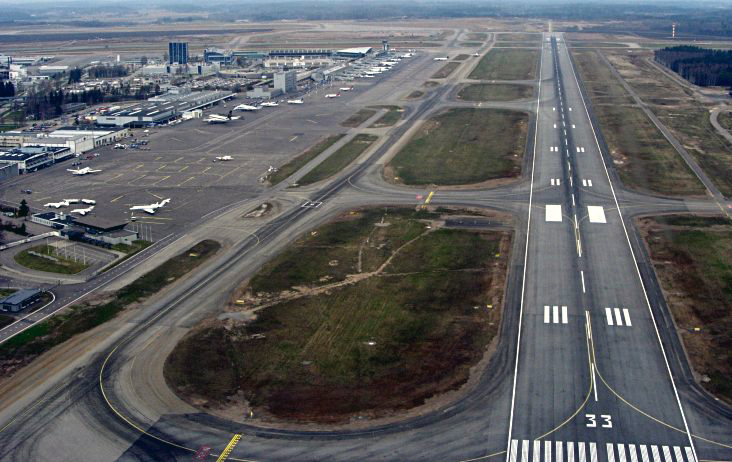
Смуга 33 аеропорту Гельсінкі-Вантаа

Аеропорт має три злітно-посадкові смуги:
1. 04R/22L. Довжина 3500 метри
2. 04L/22R. Довжина 3060 метри
3. 15/33. Довжина 2901 метри.

Злітно-посадкові смуги здатні приймати злети і посадки найважчих літаків, таких як Airbus A380. Використання трьох злітно-посадкових смуг дозволяє підтримувати в робочому стані дві з них, в разі потреби прибирання від снігу та льоду.
Основними злітно-посадними смугами для посадки є смуга 15 з північного заходу, з боку Нурміярві, або смуга 22L з північного сходу, з боку Керава. Основна смуга для зльотів — смуга 22R напрямком на південний захід, в сторону Західної Вантаа і Еспоо, одночасно літаки з низьким рівнем шуму можуть злітати зі смуги 22L, напрямком на південь. При північному або східному вітрі смуга 04L і смуга 04R зазвичай використовуються для посадки, з боку південного заходу, Західне Вантаа і Еспоо, а злети виконуються з смуги 04R, на північний схід в напрямку Керава.
Вночі посадка, переважно, проводиться з використанням злітно-посадкової смуги 15 з північного заходу, з боку Нурміярві, а злети зі смуги 22R на південний захід, в напрямку Еспоо. Посадки реактивних літаків на смугу 33 з південного сходу і злети зі смуги 15 на південний схід припинені через високий рівень шуму. Також, в нічний час заборонені прольоти турбогвинтових літаків на південний схід, якщо інше не продиктовано міркуваннями безпеки повітряного руху.

## Статистика

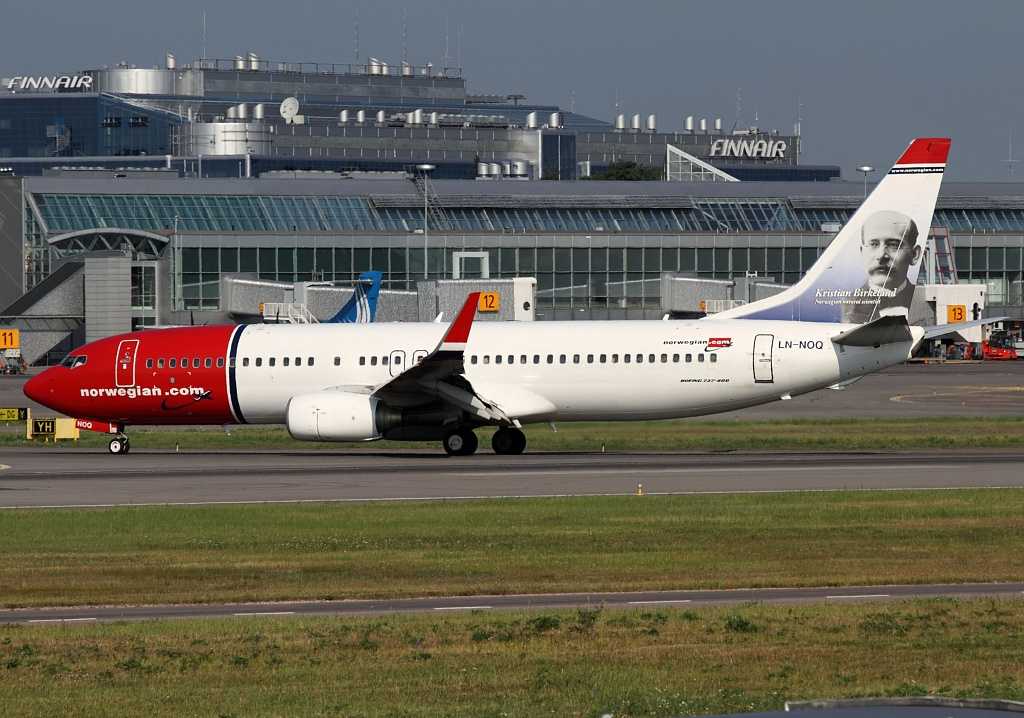
Norwegian Air Shuttle Boeing 737-800 у 2011

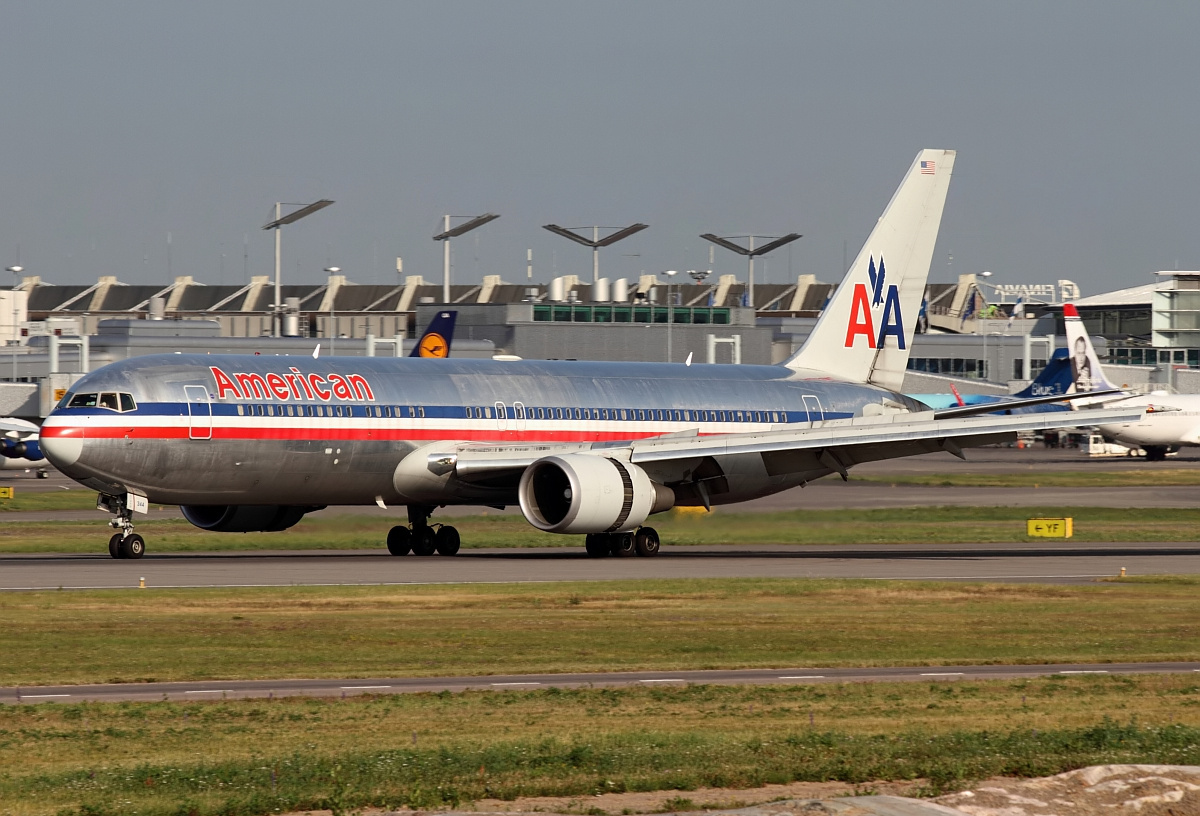
American Airlines Boeing 767-300ER у 2011

## Авіакомпанії та напрямки, березень 2020

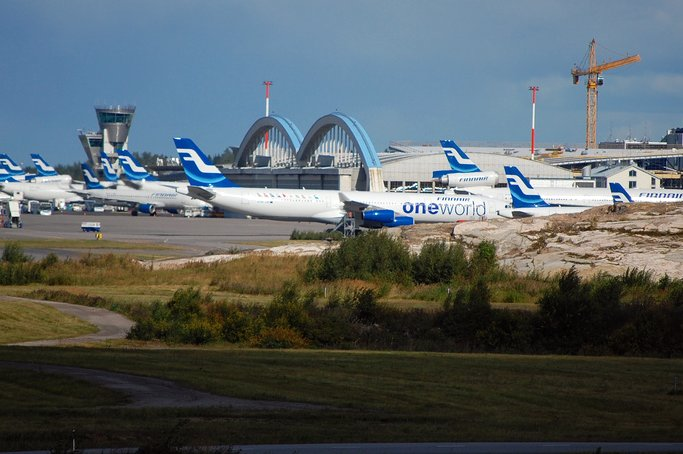
Літаки Finnair у Гельсінкі-Вантаа

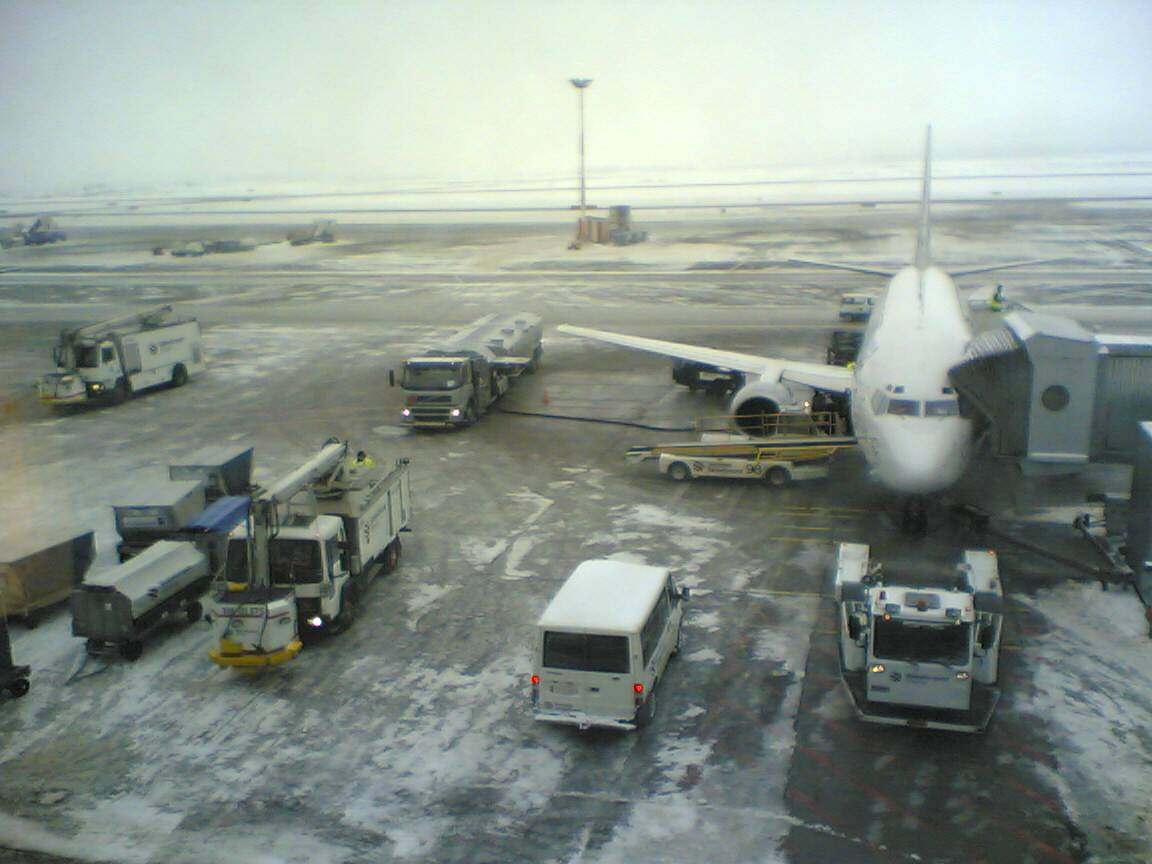
Гельсінкі-Вантаа взимку

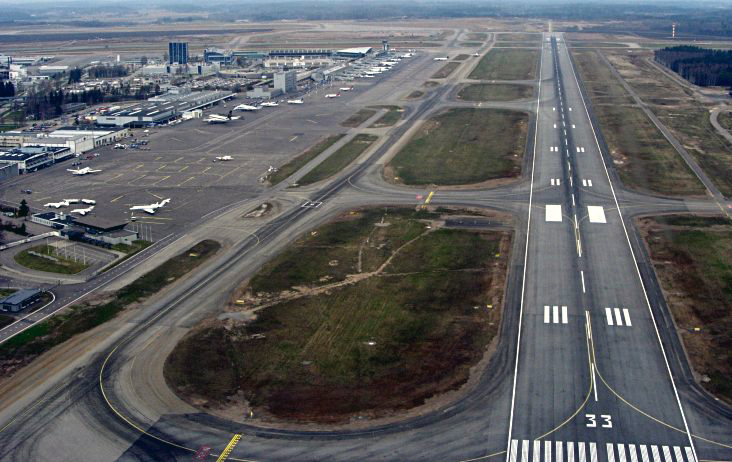
Злітна смуга 33

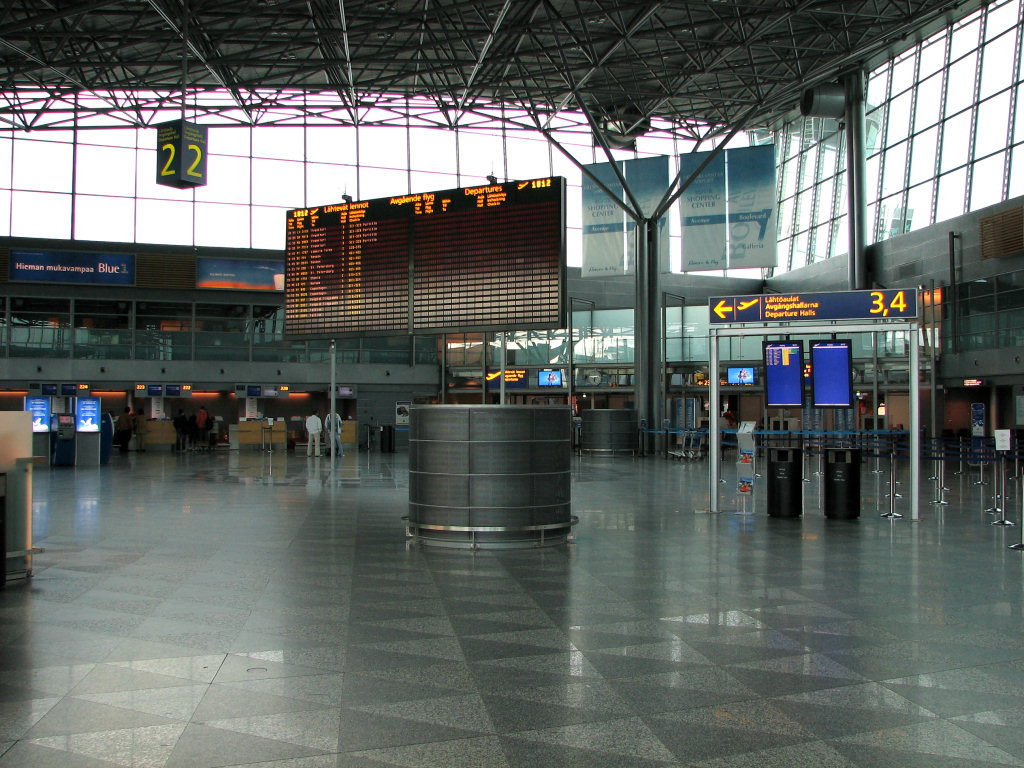
Термінал 2

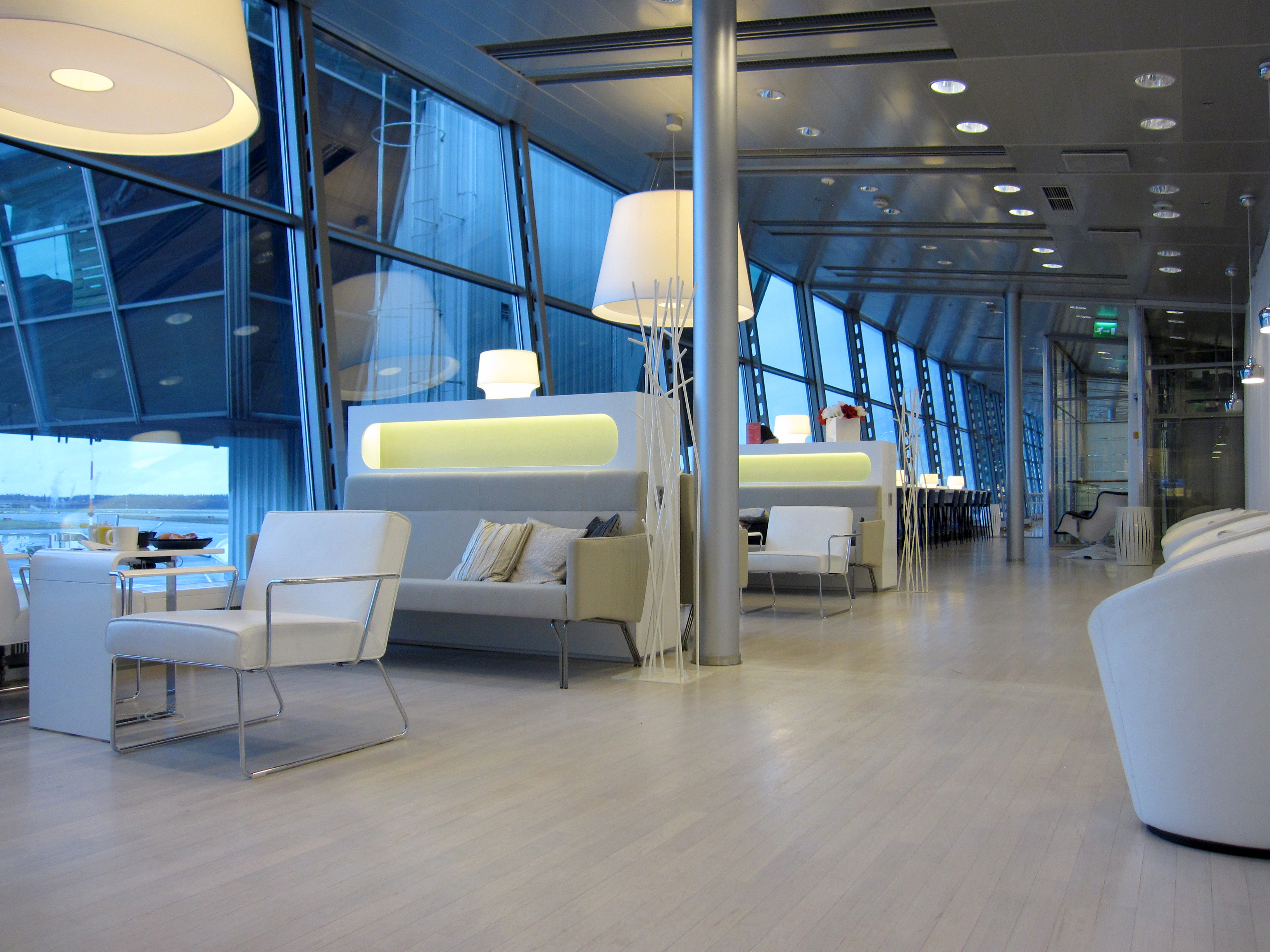
Лаунж Finnair у Термінал 2

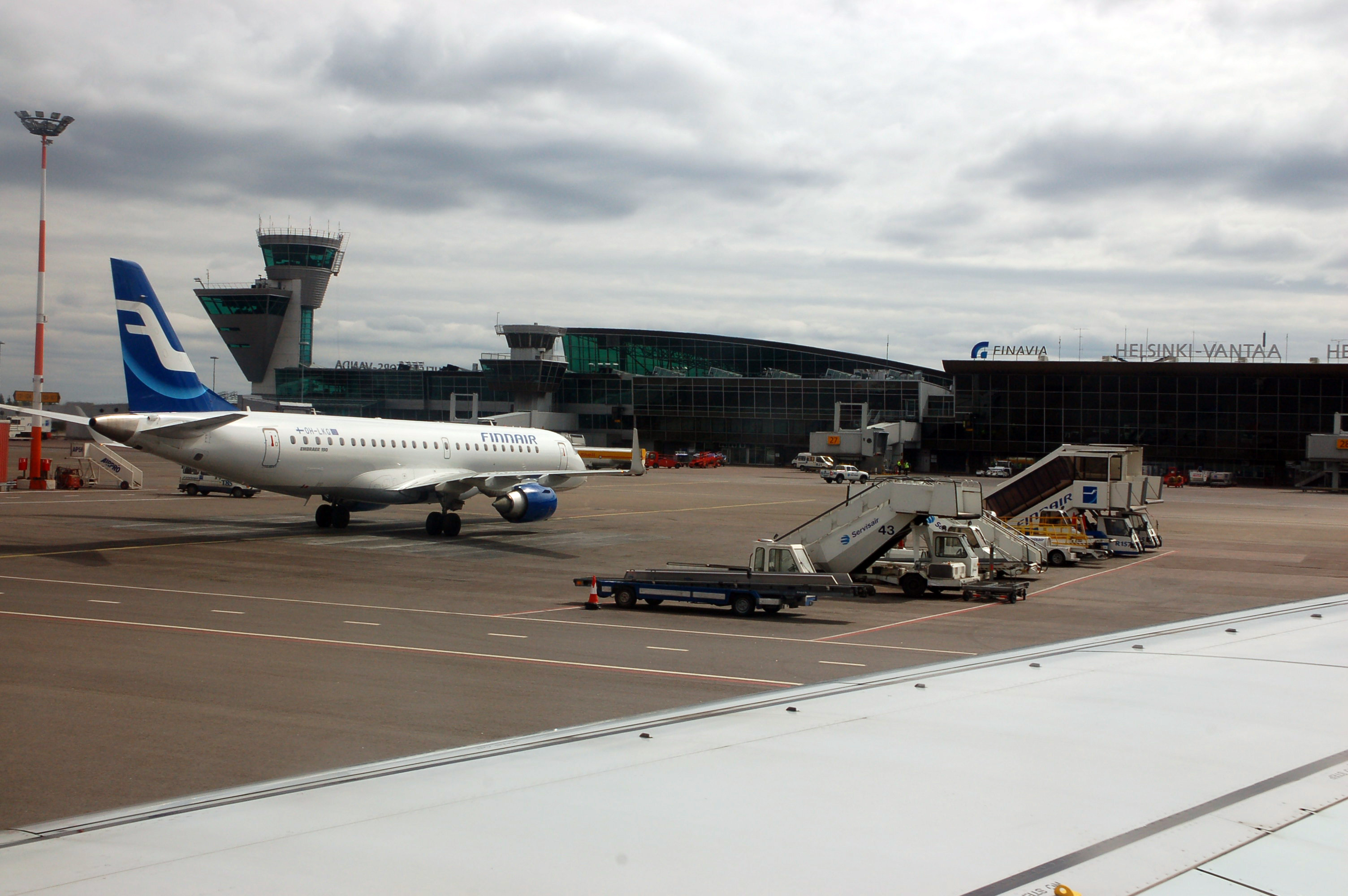
Finnair Embraer 190 у Гельсінкі-Вантаа

### Пасажирські
| Авіакомпанія                    | Пункт призначення |
| ------------------------------- | --- |
| Aegean Airlines                 | Сезонний: Афіни |
| Aeroflot                        | Москва-Шереметьєво |
| airBaltic                       | Рига |
| Air Serbia                      | Белград |
| Belavia                         | Мінськ |
| Blue Air                        | Бухарест |
| BRA Braathens Regional Airlines | Стокгольм-Бромма Сезонний: Вісбю |
| British Airways                 | Лондон-Хітроу |
| Budapest Aircraft Service       | Порі |
| Corendon Airlines               | Сезонний чартер: Анталія |
| Corendon Airlines Europe        | Сезонний: Ханья |
| Croatia Airlines                | Сезонний: Загреб |
| Czech Airlines                  | Прага |
| easyJet                         | Берлін-Тегель |
| Finnair                         | Аліканте, Амстердам, Бангкок-Суварнабхумі, Барселона, Пекін-Дасин, Берген, Берлін-Тегель, Біллунн, Брюссель, Будапешт, Пусан, Копенгаген, Делі, Дублін, Дюссельдорф, Единбург, Франкфурт, Газіпаша, Гданськ, Женева, Гетеборг, Гран-Канарія, Гуанчжоу, Гамбург, Ганновер, Гонконг, Івало, Йоенсуу, Ювяскюля, Каяані, Кемі, Кіттіля, Краків, Коккола, Куопіо, Куусамо, Лісабон, Лондон-Хітроу, Лос-Анджелес, Мадрид, Малага, Манчестер, Марієхамн, Мілан-Мальпенса, Москва-Шереметьєво, Мюнхен, Нагоя-Чюбу, Нанкін, New York–JFK, Осака-Кансай, Осло-Гардермуен, Оулу, Париж-Шарль де Голль, Прага, Рейк'явік, Рига, Рим-Ф'юмічіно, Рованіемі, Ст Петербург, Зальцбург, Тітосе, Сеул-Інчхон, Шанхай-Пудун, Сінгапур, Стокгольм-Арланда, Стокгольм-Бромма, Штутгарт, Таллінн, Тампере, Тарту, Тель-Авів, Токіо-Ханеда, Токіо-Наріта, Тромсе, Тронгейм, Турку, Умео, Вааса, Відень, Вільнюс, Варшава-Шопен, Цюрих Сезонний: Анталія, Афіни, Буде, Болонья, Бордо, Бургас, Катанія, Ханья, Чикаго-О'Хара, Корфу, Дубай, Дубровник, Ейлат-Рамон, Фуертевентура, Фукуока, Мадейра, Гавана, Іракліон, Хошимін, Ібіца, Інсбрук, Кос, Крабі, Лансароте, Любляна, Ліон, Менорка, Маямі, Мітилена, Неаполь, Ніцца, Нур-Султан, Пальма-де-Мальорка, Пафос, Пхукет, Піза, Порту, Превеза, Пуерто-Плата, Пунта-Кана, Родос, Ріміні, Сан-Франциско, Санторіні, Скіатос, Спліт, Тенерифе-Північний, Тенерифе-Південний, Варна, Венеція, Верона, Вісбю, Сіань, Закінф Сезонний чартер: Хургада, Кавала, Ламеція-Терме, Мурманськ (з 9 травня 2020), Тирана (з 16 травня 2020) |
| flydubai                        | Дубай |
| Icelandair                      | Рейк'явік |
| Japan Airlines                  | Токіо-Ханеда |
| Jet Time                        | Сезонний чартер: Альгеро, Катанія, Ханья, Корфу, Фуертевентура, Гран-Канарія, Хургада, Кос, Лансароте, Ларнака, Менорка, Родос, Самос, Спліт, Тенерифе-Південний, Тиват |
| Juneyao Airlines                | Шанхай-Пудун |
| Lauda                           | Відень |
| KLM                             | Амстердам |
| Lufthansa                       | Франкфурт, Мюнхен |
| Norwegian Air Shuttle           | Аліканте, Барселона, Будапешт, Копенгаген, Краків, Лондон-Гатвік, Малага, Ніцца, Осло-Гардермуен, Оулу, Пальма-де-Мальорка, Прага, Рим-Ф'юмічіно, Рованіемі, Стокгольм-Арланда Сезонний: Агадір, Афіни, Бургас, Ханья, Корфу, Дубровник, Гданськ, Гран-Канарія, Івало, Кіттіля, Ларнака, Марракеш, Піза, Приштина, Пула, Родос, Зальцбург, Спліт, Тенерифе-Південний, Тиват, Варна, Венеція |
| Novair                          | Сезонний чартер: Фуертевентура, Сал |
| Pegasus Airlines                | Стамбул-Сабіха Гекчен (з 9 червня 2020) |
| Qatar Airways                   | Доха |
| RAF-Avia                        | Савонлінна |
| Scandinavian Airlines           | Копенгаген, Осло-Гардермуен, Стокгольм-Арланда Сезонний чартер: Зальцбург, Тирана, Турин |
| Severstal Air Company           | Петрозаводськ (з 1 травня 2020) |
| Sichuan Airlines                | Ченду, Копенгаген |
| Sunclass Airlines               | Сезонний чартер: Банжул, Бургас, Ханья, Гран-Канарія, Іракліон, Хургада, Ларнака, Пальма-де-Мальорка, Превеза, Родос, Сал, Спліт, Тенерифе-Південний, Варна |
| SunExpress                      | Сезонний: Анталія (з 3 травня 2020),, Ізмір, Конья (з 28 травня 2020) |
| TAP Air Portugal                | Лісабон |
| Tibet Airlines                  | Цзінань |
| TUI Airways                     | Сезонний чартер: Канкун, Крабі, Фукок, Пхукет |
| TUI fly Nordic                  | Сезонний чартер: Боа-Вішта, Сал |
| Turkish Airlines                | Стамбул-Аеропорт |
| Ukraine International Airlines  | Київ-Бориспіль |

### Вантажні
| Авіакомпанія            | Пункт призначення                                   |
| ----------------------- | --------------------------------------------------- |
| AirBridgeCargo Airlines | Франкфурт, Москва-Шереметьєво                       |
| Airest                  | Таллінн                                             |
| ASL Airlines Belgium    | Льєж, Турку, Еребру                                 |
| DHL Aviation            | Брюссель, Лейпциг/Галле, Лондон-Хітроу              |
| FedEx Express           | Париж-Шарль де Голль, Стокгольм-Арланда, Копенгаген |
| Nord-Flyg               | Марієгамн                                           |
| Pskovavia               | Ст Петербург                                        |
| Turkish Airlines Cargo  | Стамбул-Ататюрк, Осло-Гардермуен, Стокгольм-Арланда |
| UPS Airlines            | Кельн/Бонн, Мальме, Стокгольм-Арланда               |

## Наземний транспорт

### Залізничне сполучення

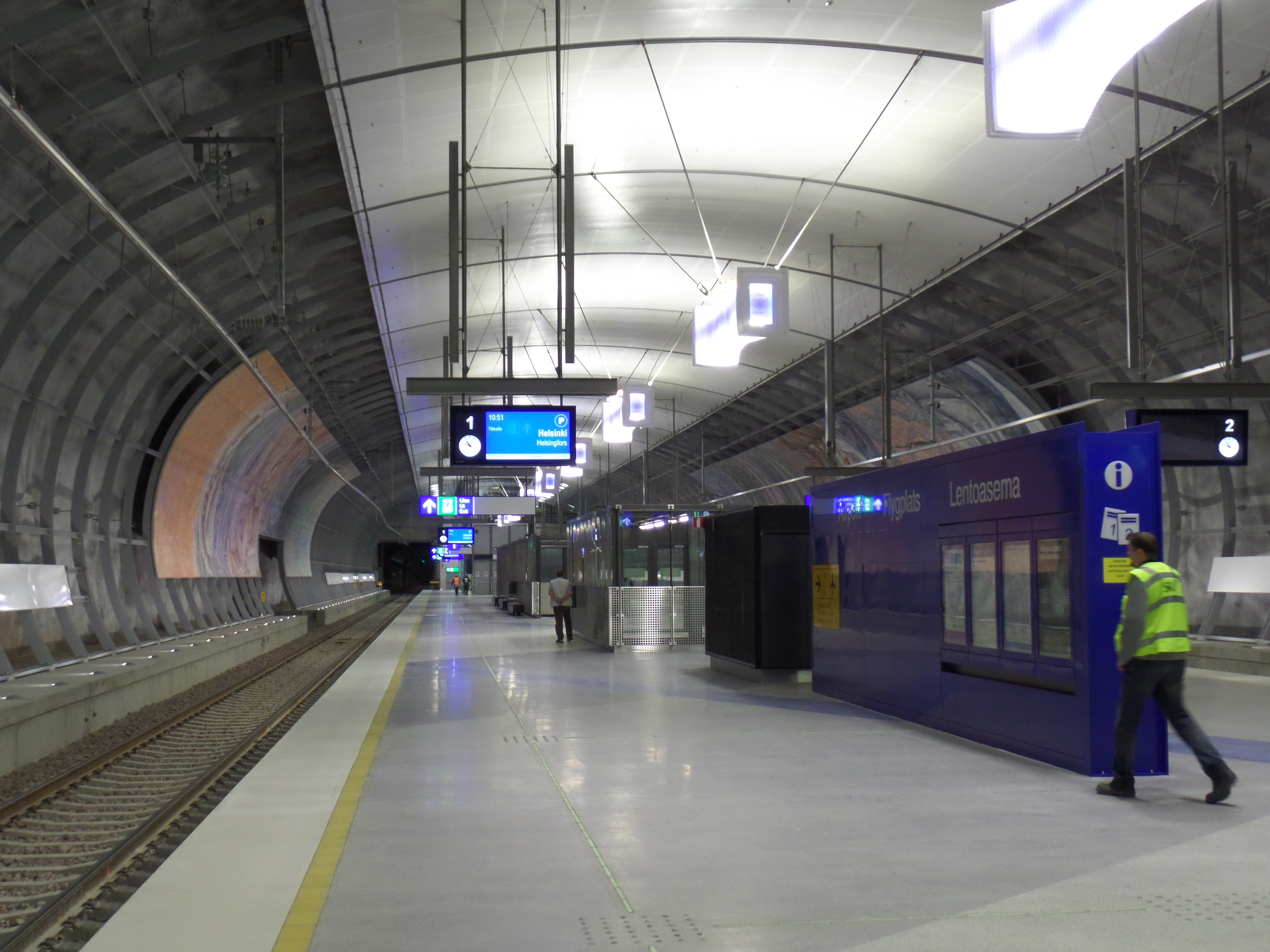
Залізнична станція Аеропорт Гельсінкі-Вантаа

Залізничну станцію в аеропорту було відкрито в липні 2015 року. У піковий час приміські поїзди курсують з 10-хвилинним інтервалом. Маршрут до залізничного вокзалу Гельсінкі (західна лінія I) через Хуопалахті займає 30 хвилин, маршрут по східній лінії P, через Тіккуріли, трохи менше 30 хвилин. Потяги по лінії P зупиняються в Тіккуріла (8 хвилин їзди), де пасажири можуть пересісти на потяги далекого прямування, що прямують з Гельсінкі в напрямку Тампере і Лахті, в тому числі в Санкт-Петербург і Москву.
Останній поїзд лінії P вирушає щоночі о 01:01 (1:31 по п'ятницях і суботах). Вночі сполучення забезпечується автобусами 562N до залізничного вокзалу Тіккуріла і 615 до центру Гельсінкі.
Також заплановано включити аеропорт в залізничну мережу маршрутів поїздів далекого сполучення з Гельсінкі в напрямку Керава. Ця нова лінія передбачає зведення тунелю 30 км завдовжки.

### Таксі
Стоянки таксі знаходяться у обох терміналів.

### Автобусне сполучення
Регулярне автобусне сполучення між аеропортом і центральним залізничним вокзалом Гельсінкі, а також деякими готелями та залізничними вокзалами в районі великого Гельсінкі здійснюється цілодобово, головним чином щопівгодини. Головним оператором цих послуг є Гельсінський регіональне транспортне управління (HSL). Також пропонується автобусне сполучення з центром міста надається авіакомпанією Finnair
Автобусні маршрути з аеропорту Гельсінкі-Вантаа:
- № 415 — Elielinaukio (площа в центрі Гельсінкі)
- № 562N — Залізнична станція Тіккуріла (тільки вночі)
- № 615 — Гельсінкі центральний вокзал
- Finnair City Bus — Гельсінкі центральний вокзал

Також, з автовокзалу аеропорту вирушають міжміські автобусні рейси в усі частини Фінляндії (оператори Matkahuolto та ExpressBus).

### Автівка
На автомобілі в аеропорт можна потрапити з «третього кільця» та з автодороги на Туусула (автодорога № 45). Є короткочасна парковка і парковка на тривалий час. Безкоштовний шатл Airport Bus доставляє пасажирів від стоянки на тривалий час до терміналів.